# Ärztehopping
Ärztehopping (Scheinanglizismus aus engl. hopping = „Hüpfen“, im engl. eigentlich doctor shopping) ist ein Schlagwort, das von den Krankenkassen eingeführt worden ist. Sie bezeichnen damit die Inanspruchnahme von mehreren Ärzten der gleichen Fachgruppe ohne Überweisung durch einen Hausarzt, was aus Sicht der Krankenkassen unnötig und unerwünscht ist. Bei Psychotherapeuten nennt man es Therapeutenhopping.
Ärztehopping liegt nach Ansicht der Kassen beispielsweise vor, wenn sich ein Patient innerhalb eines Quartals bei mehreren Hausärzten oder Fachärzten derselben Fachgruppe behandeln lässt, ohne dass die beteiligten Ärzte davon wissen. Aus ihrer Sicht stellt Arzthopping einen Missbrauch der freien Arztwahl dar. Holt sich ein Patient wegen einer Erkrankung lediglich die Meinung eines zweiten Arztes ein, spricht man im Allgemeinen nicht von Arzthopping.

## Verteilung der Arztbesuche
Betrachtet wird im Folgenden die Verteilung der Anzahl der Arztkontakte von Patienten unter den Versicherten der Gesetzlichen Krankenkassen in Deutschland im Jahr 2007.
- 25 % gehen bis 4 Mal im Jahr zum Arzt.
- 25 % gehen 5 bis 10 Mal im Jahr zum Arzt.
- 25 % gehen 11 bis 22 Mal im Jahr zum Arzt.
- Die 25 %, die mehr als 22 Mal im Jahr beim Arzt sind, sind im Mittel 40 Mal pro Jahr beim Arzt und sorgen für 60 % aller Arztbesuche.

Die Anzahl der Arztkontakte ist stark vom Gesundheitszustand abhängig. Deshalb gehen ältere Menschen deutlich häufiger zum Arzt als jüngere. Frauen im Alter zwischen 20 und 34 Jahren gehen etwa doppelt so häufig zum Arzt wie Männer gleichen Alters. Ab Alter 75 gehen Männer häufiger zum Arzt als Frauen. 50 % der Arztbesuche werden von nur 16 % der Versicherten gemacht. Da die Statistik aus Abrechnungsdaten erstellt wurde, sind Personen, die während eines Jahres nie einen Arzt aufsuchten, nicht berücksichtigt.
Der Durchschnitt der Anzahl der ambulanten Arztbesuche pro Jahr liegt in Deutschland unterschiedlichen Berichten und Analysen zufolge bei
16, 16,3, 17,1, oder 18,1. Da die Zahl der Arztbesuche vom Gesundheitszustand der Patienten abhängt, und dieser vom Alter der Patienten, hängt die Entwicklung der durchschnittlichen Zahl der Arztkontakte von der demografischen Entwicklung ab. Bei Vergleichen zwischen unterschiedlichen Jahren oder Ländern muss dies berücksichtigt werden.
International sind die Zahlen in Deutschland hoch. Nur in Japan, der Slowakei, Tschechien und Ungarn sind sie auf vergleichbarem Niveau.

## Studien
Die Krankenkassen vertreten die Auffassung, dass durch die Ablösung der Krankenscheine durch die Krankenversicherungskarte dieses Patientenverhalten erleichtert wurde. Eine Studie des Wissenschaftlichen Instituts der AOK hat dies im Jahr 1999 widerlegt. Die wesentlichen Ergebnisse dieser Studie waren:
1. Nur von einem kleinen Anteil der Versicherten wurden in einem Quartal mehrere Ärzte gleicher Fachrichtung aufgesucht; ein Missbrauch war die Ausnahme.
2. Die wichtigsten Gründe der Patienten für einen Arztwechsel waren Unzufriedenheit mit dem bisherigen Arzt oder das Einholen einer Zweitmeinung.
3. Nur ein sehr kleiner Teil von Versicherten besuchte mehrere Ärzte, um sich mehrfach Medikamente verordnen zu lassen.[8]

Daten aus den 1990er Jahren ergaben, dass sich die Zahl der Arztbesuche durch die Versicherten nicht deutlich erhöht hat, es gab lediglich eine Verschiebung zu Gunsten der Fachärzte, die häufiger ohne vorheriges Konsultieren des Hausarztes aufgesucht wurden.
Das Zentralinstitut für kassenärztliche Versorgung der KBV befragte 1995 Ärzte in drei Kassenärztlichen Vereinigungen. Davon berichteten lediglich 7 Prozent von einzelnen Missbrauchsfällen. Das Deutsche Ärzteblatt sprach daraufhin von einer bundesweiten „Betrugsquote“ von 0,014 % (dpa vom 8. November 1995).
Hausärzte werden in Deutschland mit jährlich knapp sieben Kontakten am häufigsten aufgesucht. Ähnlich hohe Arztkontaktraten gibt es sonst nur in Japan oder Tschechien.
Grundlage für folgende Auswertungen waren Daten von 1,4 Millionen GEK-Versicherten in 8,3 Millionen Behandlungsfällen und mit 27 Millionen ICD-Diagnoseschlüsseln aus dem Jahr 2004. 91 % der Versicherten hatten mindestens einen Arztkontakt. Durchschnittlich gab es je Bürger 16,3 Arztkontakte. Für das Jahr 2008 weist die im Jahr 2010 vorgestellte GEK-Studie 18,1 Arztkontakte pro gesetzlich Versichertem auf. Darin nicht eingeschlossen sind Kontakte zum Zahnarzt, Betriebsarzt, Amtsarzt, Krankenhaus und zu anderen Behandlern wie Hebammen, Heilpraktikern, Physio- und Ergotherapeuten und zu Privatärzten.
Zwei Drittel der deutschen Bevölkerung gehen mindestens einmal jährlich zum Hausarzt, im Schnitt jeder Einwohner 6,6-mal pro Jahr. 10 % der Versicherten weisen eine hohe Kontaktrate bei ambulanten Leistungen auf. Auf sie entfallen gut ein Drittel aller Arztkontakte und 43 % der Behandlungskosten. 1 % der Versicherten verursacht ca. 13 % der Kosten.
Die meisten Patienten sind ihrem Arzt allerdings eher treu. 2004 gingen 66,3 % der Bevölkerung mindestens einmal zu einem Allgemeinarzt, von diesen suchten 74,5 % nur einen Arzt dieser Fachrichtung auf, 20,5 % zwei Ärzte, 4 % drei Ärzte und 1 % vier und mehr Ärzte. 25,7 % der Bevölkerung suchten einen Frauenarzt auf, von diesen 56,3 % nur einen Arzt dieser Fachrichtung, 36,3 % zwei Ärzte, 5,8 % drei Ärzte und 1,7 % vier oder mehr.
Deutsche Primär- (Haus-) Ärzte haben im Schnitt 243 Patienten pro Woche, in anderen in unten genannter Studie untersuchten Industrieländern sind es meist zwischen 102 und 154. Die Zeit pro Patientenkontakt lag international im Mittel zwischen elf und 19 Minuten, in Deutschland bei unter acht Minuten. Eine der Ursachen der verbreiteten Unzufriedenheit deutscher Hausärzte könnte in ihrer Belastung durch die höhere Zahl von kürzeren Patientenkontakten liegen.
Nur neun Prozent der deutschen Bevölkerung haben 2006 keinen einzigen niedergelassenen Arzt aufgesucht. Die Zahl der ambulant psychotherapeutisch Behandelten nahm seit dem Jahr 2000 um 61 % auf circa 730.000 Patienten 2006 zu. Die Zahlen basieren auf Auswertungen aller Behandlungs- und Diagnosedaten von Vertragsärzten für die knapp 1,6 Millionen Versicherten der Gmünder Ersatzkasse (GEK), die auf die deutsche Gesamtbevölkerung hochgerechnet wurden. Demnach dürften 2006 91 % der Bevölkerung Kontakt zu mindestens einem Kassenarzt oder -Psychotherapeuten gehabt haben. Darin enthalten sind keine Zahnarztbesuche. 48,5 % der Bevölkerung haben mindestens vier Ärzte oder Psychotherapeuten aufgesucht. Pro Kopf der Bevölkerung wurden im Schnitt 6,8 Behandlungsfälle (Quartalsabrechnungen) registriert sowie 17,1 Behandlerkontakte (also 2,3 Kontakte je Quartalsabrechnung). Das ist im internationalen Vergleich ein Spitzenwert. Verglichen mit dem Jahr 2004 sei die Zahl der Kontakte nach diesen Berechnungen um etwa fünf Prozent gestiegen.

## Gründe
Die Gründe für das Ärztehopping können höchst unterschiedlicher Natur sein. Eine Ursache ist fehlendes Vertrauen in den Hausarzt oder den behandelnden Arzt oder die Ärzteschaft insgesamt. Häufig dürfte das Ärztehopping krankheitsbedingt sein, so beispielsweise bei psychischen Erkrankungen, besonders bei somatoformen Störungen wie der hypochondrischen Störung. Ärztehopping tritt auch bei medikamentenabhängigen Menschen auf, die eine große Zahl von Ärzten aufsuchen, um sich die benötigten Medikamente verschreiben zu lassen, und bei unheilbar Erkrankten, die sich von der Konsultation möglichst vieler Ärzte doch noch eine Heilungschance versprechen. Eine Ursache für scheinbares Ärztehopping kann auch ein Missbrauch der Krankenversicherungskarte durch mehrere Personen sein.
Nicht zu unterschätzen ist die organisatorische Qualität einer Arztpraxis: Oft kommt es nach einem Arzt-Patienten-Kontakt zu Rückfragen der Patienten z. B. bezüglich der Medikamenteneinnahme oder des weiteren Vorgehens. Teilweise vermeiden einzelne Fachärzte (z. B. nach Röntgenaufnahmen oder einer Magen-/Darmspiegelung) die Besprechung des Befundes und verweisen auf den überweisenden Kollegen.
Aufgrund der Fallzahlbegrenzung und Budgetierungen der Vergütung pro Patient schließen viele Praxen mehrere Wochen im Jahr. Patienten haben keine andere Wahl, als in dieser Zeit eine Vertretung aufzusuchen.
Die Regeln der Abrechnung für gesetzlich versicherte Patienten fördern mehrfache Kontakte im Quartal durch Zuschläge bei einem zweiten Kontakt (Chronikerregelung).

## Folgen
Für die privaten Krankenversicherungen, bei denen Privatpatienten versichert sind, führt Ärztehopping zu Mehrausgaben, denn ärztliche Leistungen und Untersuchungen werden dabei mehrfach durchgeführt und müssen auch entsprechend vergütet werden. Für gesetzliche Krankenkassen erhöht sich durch Ärztehopping die Gesamtvergütung, die an Vertragsärzte (früher: Kassenärzte) gezahlt wird, nicht, denn sie ist budgetiert. Ärztehopping führt dort aber zu einem Verfall des Punktwertes der Leistungen, mit anderen Worten: Der Vertragsarzt erhält weniger Honorar pro Leistung. Außerdem schlägt sich Ärztehopping durch die höhere Anzahl an Rezepten, die die einzelnen Ärzte ausstellen, auf die Arzneimittelkosten nieder. Aber auch hier greifen Begrenzungsmaßnahmen, denn auch Arzneikosten sind für gesetzlich versicherte Patienten budgetiert.
Für den Patienten ist Ärztehopping nicht ungefährlich, denn es kann beispielsweise bei verschiedener Medikation zu unerwünschten Wechselwirkungen kommen, die wiederum behandelt werden müssen und erneut zu unnötigen Kosten führen. Bei psychischen Grunderkrankungen kann Ärztehopping zur Chronifizierung des Syndroms beitragen und somatische Fehlbehandlung provozieren.
Andererseits kann ein Patient durch Arztwechsel einen kompetenteren Arzt finden, der seine Krankheit besser behandelt oder heilt. Dadurch kann auch die Krankenkasse Kosten sparen.

## Gegenmaßnahmen
Sanktionen im Sinne von Strafen oder Leistungsbegrenzungen gegen das Ärztehopping gibt es grundsätzlich nicht. Die Einführung der Praxisgebühr konnte als ein Versuch des Gesetzgebers gesehen werden, unnötige Arztbesuche einzuschränken. Ärzte und Krankenkassen können in gemeinschaftlicher Zusammenarbeit versuchen, die Gründe für das Ärztehopping zu analysieren und beratend auf ihre Versicherten und Patienten einzuwirken und Alternativen aufzuzeigen. Um solche Maßnahmen ergreifen zu können, muss das Arzthopping jedoch bekannt sein. Anhaltspunkte für die Krankenkassen können beispielsweise Arzneimitteldaten und Abrechnungen der kassenärztlichen Vereinigungen sein, problematisch ist jedoch, dass den Kassen diese Daten oft erst mit erheblichen zeitlichen Verzögerungen zur Verfügung stehen und so ein rechtzeitiges Eingreifen erschwert wird.
Fachärzte verlangen zunehmend eine Überweisung vom Hausarzt, auch wenn dies der erste Arztbesuch im Quartal ist. Dadurch wird der direkte Zugang zum Facharzt für Kassenpatienten erschwert, da immer erst eine Vorstellung beim Hausarzt erfolgt. Durch entsprechende Ausbildung und Schulung von Ärzten kann die Sensibilisierung für eine frühzeitige Diagnose und Überweisung somatoformer Störungsbilder zum Psychotherapeuten gefördert werden.
Da Arzthopping vereinzelt auch für den mehrfachen Bezug von verschreibungspflichtigen Opioidpflastern genutzt werden, empfehlen die Suchtmediziner den Ärzten, bei der Verschreibung dieser Medikamente besondere Vorsicht walten zu lassen und unter anderem Kontakt mit der vorverschreibenden Praxis aufzunehmen.